# 三角齿马先蒿
三角齿马先蒿（学名：Pedicularis triangularidens）是列当科马先蒿属的植物，是中国的特有植物。分布在中国大陆的四川等地，生长于海拔2,640米至3,810米的地区，多生长于树林及草坝中，目前尚未由人工引种栽培。

## 异名
- Pedicularis triangularidens Tsoong ssp. chrysosplenioides Tsoong
- Pedicularis triangularidens Tsoong var. angustiloba Tsoong